# Álex Vizuete
Álex Gabriel Vizuete Oleas (Estados Unidos, 27 de octubre de 1993) es un actor de teatro y televisión ecuatoriano/estadounidense, más conocido por interpretar el papel de El Brayan en la serie Cuatro Cuartos de TC Televisión.

## Biografía

### Primeros años
Álex Vizuete nació en Estados Unidos, pero su juventud la vivió en Guayaquil concretamente en Sauces, Ecuador. Estudió actuación en el Instituto Superior de Televisión (ITV) donde se graduó como Actor y Director Escénico.

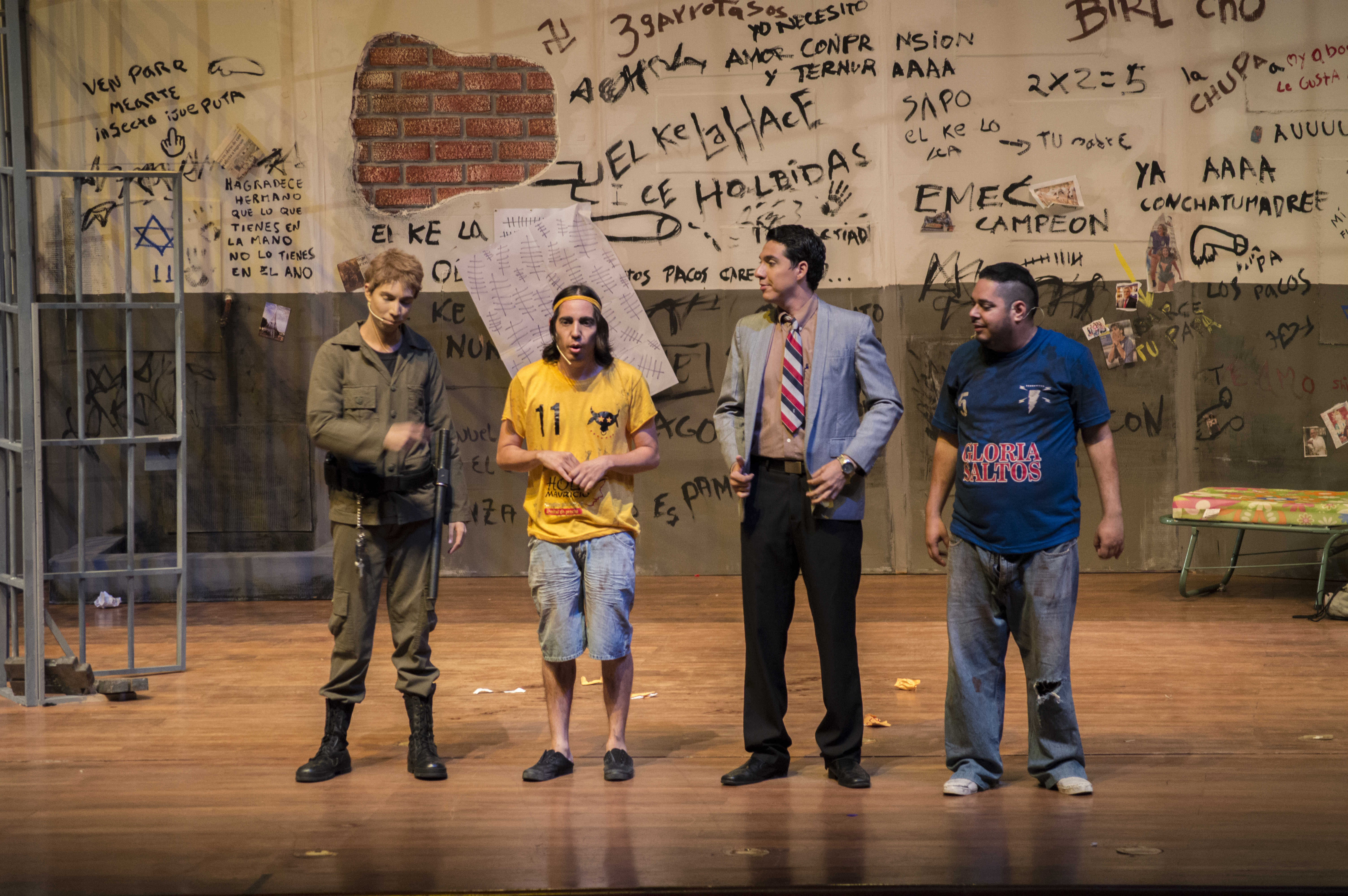
El grupo de teatro Actantes presentando la obra "Al sur del pozo" con Alex Vizuete, Víctor Aráuz, Ney Calderón y Fernando García en 2014.

Inició su carrera en el teatro con el grupo "Actantes", con el que tuvo su primera obra de teatro llamada Al sur del pozo, donde interpretó a un policía carcelero junto a Víctor Aráuz como hincha de Barcelona, Luis Fernando García como hincha de Emelec y Ney Calderón como el abogado de los hinchas, producida por Jéssica Páez y escrita por Ernesto Landín. En 2015, formó parte de la obra de teatro Engrapados, junto a Efraín Ruales y Michela Pincay.
En la televisión tuvo su primera aparición en la serie Aída de Teleamazonas, junto a Ruth Coello, Adrián Avilés, Ney Calderón y Katty García. Trabajó como locutor y guionista en Radio Canela.
En 2016, fue parte de la obra Inocentadas junto a Víctor Aráuz.

### Carrera
Álex Vizuete junto a Víctor Aráuz y Katty García ingresan a formar parte del elenco de Vivos de Teleamazonas con David Reinoso y Flor María Palomeque.
En 2017, fue descubierto por Catrina Tala, jefa de producción del canal ecuatoriano TC Televisión, e ingresa a la serie Cuatro Cuartos con su primer papel protagónico, interpretando a Brayan Pincay, más conocido como "El Brayan".
En 2017, Álex Vizuete ganó el Premio Rafael Duani de los premios ITV.
En 2018, formó parte del elenco de Maleteados de TC Televisión.
En 2020, inicia su faceta como presentador en el programa cómico Feik Nius, junto a David Reinoso y Víctor Aráuz.[cita requerida] Así mismo, inicia DeQueVa!, un programa en la plataforma de YouTube junto con Víctor Aráuz, en la que semanalmente suben contenido de entretenimiento. En julio de 2023 se une al podcast Sorbito de Opinión del canal digital Suerte TV, el cual es considerado el podcast más escuchado del Ecuador,  también llega a participar en los programas de El Remember y Si Somos, del mismo canal.
Tuvo su primera nominación internacional, ganando el premio a "mejor actor e influencer de Latinoamérica" en los Premios Ícono 2023. 

## Teatro
- Al sur del pozo
- Engrapados
- Inocentadas

## Filmografía

### Televisión
| Año       | Título                       | Personaje         |
| --------- | ---------------------------- | ----------------- |
| 2024      | MasterChef Celebrity Ecuador | Él mismo          |
| 2021      | Juntos y revueltos           | Brayan Pincay     |
| 2020      | Apártate de mí               | Patricio Gallegos |
| 2019-2020 | 3 familias                   | Justin Gutiérrez  |
| 2019-2020 | 3 familias                   | Petete            |
| 2018      | Maleteados                   | Ronny Barzola     |
| 2018      | Nina                         | Carlos "Charly"   |
| 2017-2018 | Cuatro Cuartos               | Brayan Pincay     |
| 2013-2015 | Vivos                        | Varios personajes |
| 2011      | Aída                         | Reparto           |

### Cine
| Año  | Título               | Personaje | Director      |
| ---- | -------------------- | --------- | ------------- |
| 2024 | Víctor Presidente    | Él mismo  | Jéssica Páez  |
| TBA  | El fantasma de mi ex | Allan     | Josué Miranda |

### Programas
- (2023-2024) Sorbito de Opinión - Presentador (YouTube)
- (2021-2023) Rebélite - Microserie digital
- (2020-presente) DeQueVa! - Presentador (Youtube)
- (2020) Feik Nius - Presentador (TC Televisión)

## Radio
| Año       | Título             | Personaje | Notas     | Emisora      |
| --------- | ------------------ | --------- | --------- | ------------ |
| 2015-2017 | Radiación Temprana | Varios    | Conductor | Radio Canela |